# Pirámide de Rallyes
La pirámide de rallyes es una jerarquía de especificaciones técnicas de coches de rally definida por la FIA para su uso en campeonatos mundiales y regionales de rally. Cada nivel de la pirámide se conoce como un grupo, a pesar de las pocas o ninguna variación o clase dentro del grupo. En la parte superior de la pirámide están los Rally1, utilizados solo en la elite del deporte, es decir en el Campeonato Mundial de Rally (WRC). Al pie de la pirámide se encuentran los Rally5, diseñados para ser la puerta de entrada a los rallyes a un costo relativamente accesible.
El diseño de la pirámide tiene como objetivo modernizar los pasos de progresión y dar estructura a las regulaciones técnicas de los automóviles utilizados en todo el deporte de una manera similar a la terminología utilizada en las carreras de fórmula. Las mayores diferencias entre cada grupo de automóviles es el rendimiento y los costos involucrados para fabricarlos, operarlos y mantenerlos. A partir de 2022, los campeonatos de apoyo del Campeonato Mundial de Rally (WRC) y del Campeonato de Europa de Rally (ERC) también serán renombrados y reconfigurados para reflejar los niveles de la pirámide.
Con el lanzamiento de la pirámide de rally en 2019, las tres clases del Grupo R (incluidas las subclases) se rebautizaron inmediatamente como grupos de la pirámide de rallyes. los R1, R2 y R5 se convirtieron en el estándar técnico para los Rally5, Rally4 y Rally2 respectivamente. Los coches de Rally1 reemplazarán a los World Rally Car existentes con nuevas regulaciones en la temporada 2022 del WRC, aunque las regulaciones deportivas de la FIA comenzaron a usar la terminología 'Rally1' a partir de 2020. El recientemente creado Rally3, fue diseñado para cubrir la brecha de rendimiento entre los Rally4 y Rally2, introduciendo un nuevo conjunto de reglas de automóviles para 2021.

## Resumen de la pirámide
| Grupo  | Categoría | Tren motriz | Aptitud     | Peso/Potencia (KG/HP) | Anteriormente | Introducción |
| ------ | --------- | ----------- | ----------- | --------------------- | ------------- | ------------ |
| Rally1 | RC1       | 4WD         | Elite       | 3.1                   | WRC           | 2022         |
| Rally2 | RC2       | 4WD         | Performance | 4.2                   | R5            | 2013         |
| Rally3 | RC3       | 4WD         | Entrada     | 5.6                   | Grupo N       | 2021         |
| Rally4 | RC4       | 2WD         | Performance | 5.1                   | R2            | 2019         |
| Rally5 | RC5       | 2WD         | Entrada     | 6.4                   | R1            | 2019         |

| Grupo  | WRC     | WRC                  | WRC                          | Campeonatos regionales | Campeonatos regionales | Campeonatos regionales                           |
| Grupo  | General | Campeonatos de apoyo | Campeonatos de apoyo         | General                | Campeonatos de apoyo   | Campeonatos de apoyo                             |
| Grupo  | General | Open                 | Junior (Restricción de edad) | General                | Open                   | Junior (Restricción de edad)                     |
| ------ | ------- | -------------------- | ---------------------------- | ---------------------- | ---------------------- | ------------------------------------------------ |
| Rally1 | WRC     |                      |                              |                        |                        |                                                  |
| Rally2 | WRC     | WRC2                 | WRC2 (<30)                   | xxx                    |                        |                                                  |
| Rally3 | WRC     | WRC3                 | WRC3 (<29)                   | xxx                    | xxx3                   | ERC3 (<28)                                       |
| Rally4 | WRC     |                      |                              | xxx                    | xxx4                   | ERC4 (<27), ERT4 (<26), MERC4 (<26), NACAM4 (<?) |
| Rally5 | WRC     |                      |                              | xxx                    | xxx4                   | ERC4 (<27), ERT4 (<26), MERC4 (<26), NACAM4 (<?) |

Los campeonatos regionales incluyen el ERC, ERT, MERC, ARC, APRC, NACAM y CODASUR, cada uno representado por la 'xxx' en la tabla superior. Estos campeonatos no estarán necesariamente restringidos a los autos de la pirámide de rally, pero los campeonatos de apoyo explícitamente establecidos están restringidos a su grupo correspondiente. Los campeonatos junior en el APC y el APRC continuarán permitiendo autos de cualquier grupo.

## Rally1
Los Grupo Rally1 se introdujeron para la temporada 2022 del Campeonato del Mundo de Rally como reemplazo de los World Rally Cars presentes en el campeonato a través de varias iteraciones desde 1997. Las regulaciones, formadas y aprobadas por los equipos actuales del campeonato (Toyota Gazoo Racing WRT, M-Sport Ford WRT y Hyundai Motorsport), fueron diseñadas para reducir los costos en comparación con los 'WRC +' presentes desde 2017 y también reflejar la tendencia creciente de los modelos híbridos. Para ayudar a reducir los costos, muchas piezas se estandarizarán o eliminarán de los actuales World Rally Cars. Las reglas que rodean a la fabricación del chasis significan que los Rally1 serán la primera ruptura real con los automóviles de producción en el Campeonato Mundial desde que los Grupos B y S fueron abandonados en la década de 1980.

### Características
Las nuevas características clave incluirán:
- Se mantendrá su diseño agresivo y aerodinámico, aunque sin el efecto aerodinámico de los conductos ocultos y los cambios en los dispositivos de la parte trasera del coche.
- Estructuras de jaula antivuelco 'spaceframe' desarrolladas de forma centralizada para mejorar la seguridad y los costes.
- Combustibles sintéticos, considerados renovables y sostenibles.[12][13]
- La incorporación de unidades de potencia híbridas atornilladas proporcionadas de forma centralizada por Compact Dynamics, lo que proporciona 100 kW adicionales de potencia. Su uso en etapas especiales estará restringido inicialmente por la FIA y/o los organizadores del rally, además de impulsar exclusivamente el vehículo alrededor del parque de asistencia y secciones de la carretera.[14]

Para reducir costos, los autos tendrán:
- Suspensión menos compleja, proveedor común para todos los equipos.
- Reducción de las cajas de cambios de 6 a 5 velocidades, en común con los vehículos de Rally2, incluida la eliminación de las palancas de cambio de marchas 'flappy-paddle'.
- Eliminación del diferencial central activo.
- Prohibición de los frenos refrigerados por líquido.
- Forma simplificada del depósito de combustible.

### Campeonatos
La única competición diseñada para los Rally1 es el Campeonato Mundial de Rally para los pilotos de élite. Los Rally1 pueden participar en rallyes sin ser parte de los equipos oficiales pero no pueden formar parte en ningún campeonato inferior al WRC.

### Vehículos actuales
Como aún no se ha finalizado el reglamento, todavía no se han producido los primeros Rally1, pero tanto Toyota Gazoo Racing WRT, M-Sport Ford WRT y Hyundai Motorsport están comprometidos con el desarrollo de sus vehículos. Muchos periodistas e incluso el M-Sport ya han comenzado a llamar a estos vehículos Rally1 a pesar de todavía no tener denominación oficial.
| Constructor | Vehículo               | Debut | Imagen |
| ----------- | ---------------------- | ----- | ------ |
| Ford        | Ford Puma Rally1       | 2022  |        |
| Hyundai     | Hyundai i20 N Rally1   | 2022  |        |
| Toyota      | Toyota GR Yaris Rally1 | 2022  |        |

## Rally2
Las regulaciones del Grupo Rally2 se trasladan a la clase R5 del Grupo R, como se describe en el Artículo 261 del Apéndice J. Por lo tanto, cualquier vehículo R5 homologado existente también puede competir junto con los modelos recientemente homologados en el Rally2. Se definen como turismos con tracción en las cuatro ruedas o coches de producción a gran escala con un motor de gasolina sobrealimentado. 
| Tren motriz | Peso mínimo | Capacidad | Aspiración | Combustible | Cilindros máximos | Brida restrictiva de admisión | Ruedas de tierra      | Ruedas de asfalto | Mínimo de unidades requeridas |
| ----------- | ----------- | --------- | ---------- | ----------- | ----------------- | ----------------------------- | --------------------- | ----------------- | ----------------------------- |
| 4WD         | 1230 kg     | 1600cc    | Turbo      | Petróleo    | 4                 | 32mm                          | 6.5" x 15" o 7" x 15" | 8" x 18"          | 2500                          |

### Campeonatos
Los campeonatos actuales de estos vehículos son el WRC2, WRC3 y los niveles máximos de los campeonatos continentales: Campeonato de Europa de Rally (ERC) y Campeonato de Oriente Medio de Rally (MERC). 
A partir de 2022 solo competirán en el WRC2 en sus categorías Open y Junior a nivel mundial y a nivel continental en el Campeonato de Europa de Rally.

### Vehículos actuales
| Constructor                                  | Vehículo               | Debut | Imagen |
| -------------------------------------------- | ---------------------- | ----- | ------ |
| Citroën                                      | Citroën C3 Rally2      | 2018  |        |
| Citroën                                      | Citroën DS3 R5         | 2014  |        |
| Ford                                         | Ford Fiesta Rally2     | 2019  |        |
| Ford                                         | Ford Fiesta R5         | 2013  |        |
| Hyundai                                      | Hyundai i20 N Rally2   | 2021  |        |
| Hyundai                                      | Hyundai i20 R5         | 2016  |        |
| Peugeot                                      | Peugeot 208 T16 R5     | 2014  |        |
| Proton                                       | Proton Iriz R5         | 2018  |        |
| Skoda                                        | Škoda Fabia RS Rally2  | 2022  |        |
| Skoda                                        | Škoda Fabia Rally2 evo | 2019  |        |
| Skoda                                        | Škoda Fabia R5         | 2015  |        |
| Toyota                                       | Toyota GR Yaris Rally2 | 2024  |        |
| Volkswagen                                   | Volkswagen Polo GTI R5 | 2018  |        |
| Vehículos de clase R5 existentes del Grupo R |                        |       |        |

### Rally2 Kit
El Grupo Rally2 Kit estaba destinado a ser un nuevo nombre para los 'R4 Kit' desarrollados por la compañía francesa Oreca. La FIA y Oreca habían estado usando el nuevo sistema de nombres, aunque el conjunto de reglas definitorias, el Artículo 260E del Apéndice J, volvió a titularla R4-Kit en su última revisión en abril de 2021. Desde entonces, en el sitio web de Oreca también se ha vuelto a utilizar el término R4-Kit en la navegación de su página. Es posible que el nuevo nombre se haya encontrado demasiado confuso, incluso un artículo publicado en wrc.com en marzo de 2021 que promociona un Audi A1 afirma que el auto tiene especificaciones Rally2 y Rally2-Kit, y es elegible para el WRC2 y WRC3, lo cual no es correcto actualmente. o en el futuro.
Los coches Rally2-Kit (o R4-Kit) son y serán elegibles para los campeonatos mundiales y regionales en general, pero la FIA no los promociona como un nivel de progresión en la pirámide y no serán elegibles para ningún campeonato de apoyo del WRC o ERC de 2022.
Aunque tanto el Rally2 (R5) como el Rally2 Kit (R4 Kit) están clasificados dentro de los RC2, los grupos se habían dividido entre los campeonatos ERC1/MERC1 y ERC2/MERC2 hasta 2021.

## Rally3
El Grupo Rally3 contiene una nueva especificación de automóvil introducida en 2021 y definida como un automóvil de turismo con tracción en las cuatro ruedas o un automóvil de producción a gran escala con un motor de gasolina. La especificación se define en el Artículo 260 del Apéndice J, el mismo artículo que los R1 y R2 (ahora Rally5 y Rally4) así como R3. Es el nivel más alto de la pirámide que tiene múltiples clases basadas en la cilindrada del motor, lo que permite la posibilidad de actualizar un automóvil Rally4 a Rally3. 
El grupo está diseñado para ser de nivel de entrada y la forma más rentable de realizar rallyes con tracción en las cuatro ruedas. La FIA ha incluido un límite de precio listo para competír de 100.000 € en los requisitos de homologación. Los coches se han descrito como un Grupo N moderno y una versión 4WD del R2. 
| Clase | Tren motriz | Peso mínimo | Capacidad   | Aspiración  | Combustible | Cilindros máximos | Brida restrictiva de admisión | Ruedas de tierra | Ruedas de asfalto | Mínimo de unidades requeridas |
| ----- | ----------- | ----------- | ----------- | ----------- | ----------- | ----------------- | ----------------------------- | ---------------- | ----------------- | ----------------------------- |
| Ra3B  | 4WD         | 1210 kg     | 1390-1600cc | Atmosférico | Petróleo    | 6                 | 30mm                          | 6"x15"           | 7"x17"            | 2500                          |
| Ra3B  | 4WD         | 1210 kg     | 927-1067cc  | Turbo       | Petróleo    | 6                 | 30mm                          | 6"x15"           | 7"x17"            | 2500                          |
| Ra3C  | 4WD         | 1210 kg     | 1600-2000cc | Atmosférico | Petróleo    | 6                 | 30mm                          | 6"x15"           | 7"x17"            | 2500                          |
| Ra3C  | 4WD         | 1210 kg     | 1067-1333cc | Turbo       | Petróleo    | 6                 | 30mm                          | 6"x15"           | 7"x17"            | 2500                          |
| Ra3D  | 4WD         | 1210 kg     | 1333-1620cc | Turbo       | Petróleo    | 6                 | 30mm                          | 6"x15"           | 7"x17"            | 2500                          |

### Campeonatos
Solo el Campeonato de Europa de Rally tiene un campeonato específico para los Rally3 en 2021, el ERC Junior. A partir de 2022 será el único coche permitido en el WRC3, dividido entre las categorías Open y Junior, junto con las categorías ERC3 Open y Junior del campeonato europeo.

### Vehículos actuales
| Constructor | Vehículo            | Debut | Imagen |
| ----------- | ------------------- | ----- | ------ |
| Ford        | Ford Fiesta Rally3  | 2021  |        |
| Renault     | Renault Clio Rally3 | 2023  |        |

## Rally4
Las regulaciones del Grupo Rally4 se trasladan de la clase R2 del Grupo R como se define en el Artículo 260 del Apéndice J, y hay varias clases debido al legado del Grupo R. Por lo tanto, cualquier automóvil R2 existente también puede competir junto a los Rally4 recientemente homologados. 
| Clase | (Clase heredada de los Grupo R) | Tren motriz | Peso mínimo | Capacidad   | Aspiración  | Combustible | Cilindros máximos | Brida restrictiva de admisión | Ruedas de tierra | Ruedas de asfalto  | Mínimo de unidades requeridas |
| ----- | ------------------------------- | ----------- | ----------- | ----------- | ----------- | ----------- | ----------------- | ----------------------------- | ---------------- | ------------------ | ----------------------------- |
| Ra4B  | R2B                             | 2WD         | 1080 kg     | 1390-1600cc | Atmosférico | Petróleo    | 6                 | 30mm                          | 6"x15"           | 6.5"x16" or 7"x17" | 2500                          |
| Ra4B  | R2B                             | 2WD         | 1080 kg     | 927-1067cc  | Turbo       | Petróleo    | 6                 | 30mm                          | 6"x15"           | 6.5"x16" or 7"x17" | 2500                          |
| Ra4C  | R2C                             | 2WD         | 1080 kg     | 1600-2000cc | Atmosférico | Petróleo    | 6                 | 30mm                          | 6"x15"           | 7"x17"             | 2500                          |
| Ra4C  | R2C                             | 2WD         | 1080 kg     | 1067-1333cc | Turbo       | Petróleo    | 6                 | 30mm                          | 6"x15"           | 7"x17"             | 2500                          |

### Campeonatos
El formato actual de campeonato para estos vehículos son el JWRC a nivel mundial, el ERC3, el ARC3 y el MERC3 a nivel continental.
A partir de 2022 no habrá campeonatos de apoyo para los vehículos de dos ruedas motrices a nivel mundial. Solo tendrá el ERC4 en sus categorías Open y Junior.

### Vehículos actuales
| Constructor                                  | Vehículo                  | Debut | Imagen |
| -------------------------------------------- | ------------------------- | ----- | ------ |
| Ford                                         | Ford Fiesta Rally4        | 2021  |        |
| Opel                                         | Opel Corsa Rally4         | 2021  |        |
| Peugeot                                      | Peugeot 208 Rally4        | 2021  |        |
| Renault                                      | Renault Clio Rally4       | 2021  |        |
| Lancia                                       | Lancia Ypsilon Rally 4 HF | 2025  |        |
| Vehículos de clase R2 existentes del Grupo R |                           |       |        |

## Rally5
Las regulaciones del Grupo Rally5 se trasladan de la clase R1 del Grupo R como se define en el Artículo 260 del Apéndice J, aunque las subclases se han fusionado de manera efectiva y la capacidad de los motores turboalimentados ha aumentado hasta los 1333 cc. Por lo tanto, los autos R1A o R1B existentes pueden participar en la competencia diseñada para los Rally5 homologados. 
| Tren motriz | Peso mínimo | Capacidad    | Aspiración  | Combustible | Cilindros máximos | Brida restrictiva de admisión | Ruedas de tierra | Ruedas de asfalto | Mínimo de unidades requeridas |
| ----------- | ----------- | ------------ | ----------- | ----------- | ----------------- | ----------------------------- | ---------------- | ----------------- | ----------------------------- |
| 2WD         | 1030 kg     | Hasta 1600cc | Atmosférico | Petróleo    | 6                 | De fábrica                    | 6"x15"           | 6.5"x16"          | 2500                          |
| 2WD         | 1030 kg     | Hasta 1067cc | Turbo       | Petróleo    | 6                 | De fábrica                    | 6"x15"           | 6.5"x16"          | 2500                          |
| 2WD         | 1080 kg     | 1067-1333cc  | Turbo       | Petróleo    | 6                 | De fábrica                    | 6"x15"           | 6.5"x16"          | 2500                          |

### Campeonatos
No hay competiciones específicas a nivel mundial, pero son elegibles para competir en el ERC3 y el ERC3 Junior junto con los Rally4. En 2021, el Toksport WRT ha presentado el Clio Trophy, un campeonato que se realiza en eventos del ERC utilizando vehículos Renault Clio Rally5 provistos y mantenidos por el equipo gérmano.
A partir de 2022, el ERC3 se convertirá en el ERC4 para vehículos con tracción en dos ruedas.

### Vehículos actuales
| Constructor                                  | Vehículo            | Debut | Imagen |
| -------------------------------------------- | ------------------- | ----- | ------ |
| Ford                                         | Ford Fiesta Rally5  | 2021  |        |
| Renault                                      | Renault Clio Rally5 | 2021  |        |
| Vehículos de clase R1 existentes del Grupo R |                     |       |        |